# 224 aC
El 224 aC va ser un any del calendari romà prejulià. Durant la República i l'Imperi Romà, era conegut com a any del consolat de Torquat i Flac (o també any 530 ab urbe condita). L'ús del nom «224 aC» per referir-se a aquest any es remunta a l'alta edat mitjana, quan el sistema Anno Domini va ser el mètode de numeració dels anys més comú a Europa.

## Esdeveniments

### Imperi Selèucida
- Antíoc III, rei selèucida, nomena Alexandre sàtrapa de Pèrsida, i al seu germà Moló sàtrapa de Mèdia.[2]

### Àsia Menor
- Inici del regnat d'Ariarates IV a Capadòcia quan encara és un infant, a la mort del seu pare Ariarates III. Regna durant uns 57 anys.[3][4]

### Antiga Grècia
- Aliança entre Arat de Sició, cap de la Lliga Aquea i Antígon III Dosó, rei de Macedònia, contra Cleòmenes III d'Esparta, que, amb els etolis, lluitava a favor de la Lliga Etòlia.[5]
- Corint es revolta contra Esparta i s'uneix a la Lliga Aquea. Es converteix en el seu membre més influent.[6]
- Cleòmenes III assetja Sició que es manté lleial a Arat. Arat reuneix les seves forces i passa a Eubea per presentar-se amb l'exèrcit a l'istme de Corint. Cleòmenes III aixeca el setge de Sició i va a defensar Corint, però Arat s'apodera d'Argos on la guarnició espartana queda assetjada a la ciutadella.[7]
- Es funda de nou la Lliga de Corint a iniciativa d'Antígon III Dosó, formada per una aliança entre Macedònia i la Lliga Aquea contra Esparta. A més d'aquests dos estats aliats, també s'hi uneixen els epirotes, els focidis, els beocis, els acarnanis, els locris d'Opunt i els grecs sota domini macedònic, els tessalis i els eubeus.[8]

### Antiga Roma
- Aquest any són elegits cònsols Tit Manli Torquat i Quint Fulvi Flac.[9]
- Els dos cònsols fan la guerra contra els gals ínsubres, al nord d'Itàlia, que encara estaven revoltats. Són els dos primers generals romans que travessen el riu Po amb l'exèrcit.[10]

## Necrològiques
- Ariarates III, rei de Capadòcia, possiblement de mort natural (data aproximada) Puja al tron el seu fill Ariarates IV.